# Charlie Nederpelt
Charles Lodewijk (Charlie) Nederpelt (Den Haag, 25 augustus 1920 – Ankeveen, 8 november 1987) was een Nederlandse jazz-pianist, orkestleider//dirigent en arrangeur. Hij gaf leiding aan het VARA-dansorkest.
Hij was zoon van elektricien Gerardus Wilhelmus Nederpelt en Elisabeth Adriana Anthonia Dücker. Nederpelt was ambtenaar bij Rijkswaterstaat, maar speelde ook jazz. Tijdens de oorlog werd hij beroepsmuzikant. Hoewel dat door de Duitse bezetters verboden was, speelde hij in het geheim jazz met onder meer André Eschauzier en Hans van Assenderp. Hij was voorts pianist van het orkest onder leiding van John Kristel. In 1954 ging hij werken bij The Ramblers, waar hij piano speelde en arrangementen schreef; hij was daarin opvolger van Theo Uden Masman die de dirigent werd. Ook als dirigent was hij de opvolger van Masman. Het orkest was toen de huisband van de VARA. In 1964 besloot de omroep niet langer meer samen te werken met de groep. Nederpelt werd gevraagd een nieuw orkest - het VARA-dansorkest - te formeren, dat moderner repertoire speelde. Het orkest maakte ook verschillende platen. Een van de solisten was Fred Leeflang. In 1985 kreeg Nederpelt de Gouden Notekraker, een jaar later doekte de VARA het orkest op, wat een grote impact had op Nederpelts leven.
Nederpelt was te zien en te horen in de programma’s Met de muziek mee en Met een lach en een traan. Bovendien had hij zitting in een strijkkwartet en was enkele jaren muziekregisseur bij de NOS.
Charlie Nederpelt was getrouwd met Jany Bron, vanaf 1951 de vaste zangeres van The Ramblers.

## Discografie
- Dance Party, 1967
- Date With the Dutch (5 opnames van Charlie Nederpelt and His Orchestra, waarvan 2 met zang van Trea Dobbs en Ronnie Tober), 1968
- Muziek uit Studio 1, VARAgram, 1977
- Met de muziek mee, Varagram

## Composities (selectie)
- Big bear's return
- Disco-talk
- Make mine Millers
- Mignonette
- Opus nine +
- Piano roll boogie
- Southern and sweet
- Walking blues
- Wassilissa and her doll

- MusicBrainz: 159d0d1a-9211-4483-9250-c9ff208f9d37